# Hannah Reid
Hannah Reid (ur. 30 grudnia 1989) – wokalistka i autorka tekstów brytyjskiego indie-pop zespołu London Grammar.

## Życiorys
Hannah Reid urodziła się w Londynie i dorastała w dzielnicy Acton. Reid studiowała historię sztuki i anglistykę na Uniwersytecie w Nottingham, gdzie w akademiku poznała gitarzystę Dana Rothmana. W 2009 roku wraz z Rothmanem i Dominikiem „Dot” Majorem założyła zespół London Grammar.
W 2017 roku po kilku latach nieprzerwanych koncertów, festiwali i występów w telewizji Hannah Reid była blisko porzucenia muzyki. Była przepracowana, wyczerpana i po długotrwałej walce z chorobą – ostatecznie zdiagnozowaną jako fibromialgia – pod koniec trasy koncertowej promującej drugi album w 2018 roku powiedziała swoim kolegom z zespołu, Danowi Rothmanowi i Dominicowi „Dot” Majorowi, że nie sądzi, aby mogła kontynuować. Następnie jednak napisała „America”, drugi utwór z trzeciego albumu zespołu, Californian Soil. Jak mówiła później Reid, że proces pisania tej płyty był dla niej oczyszczający.

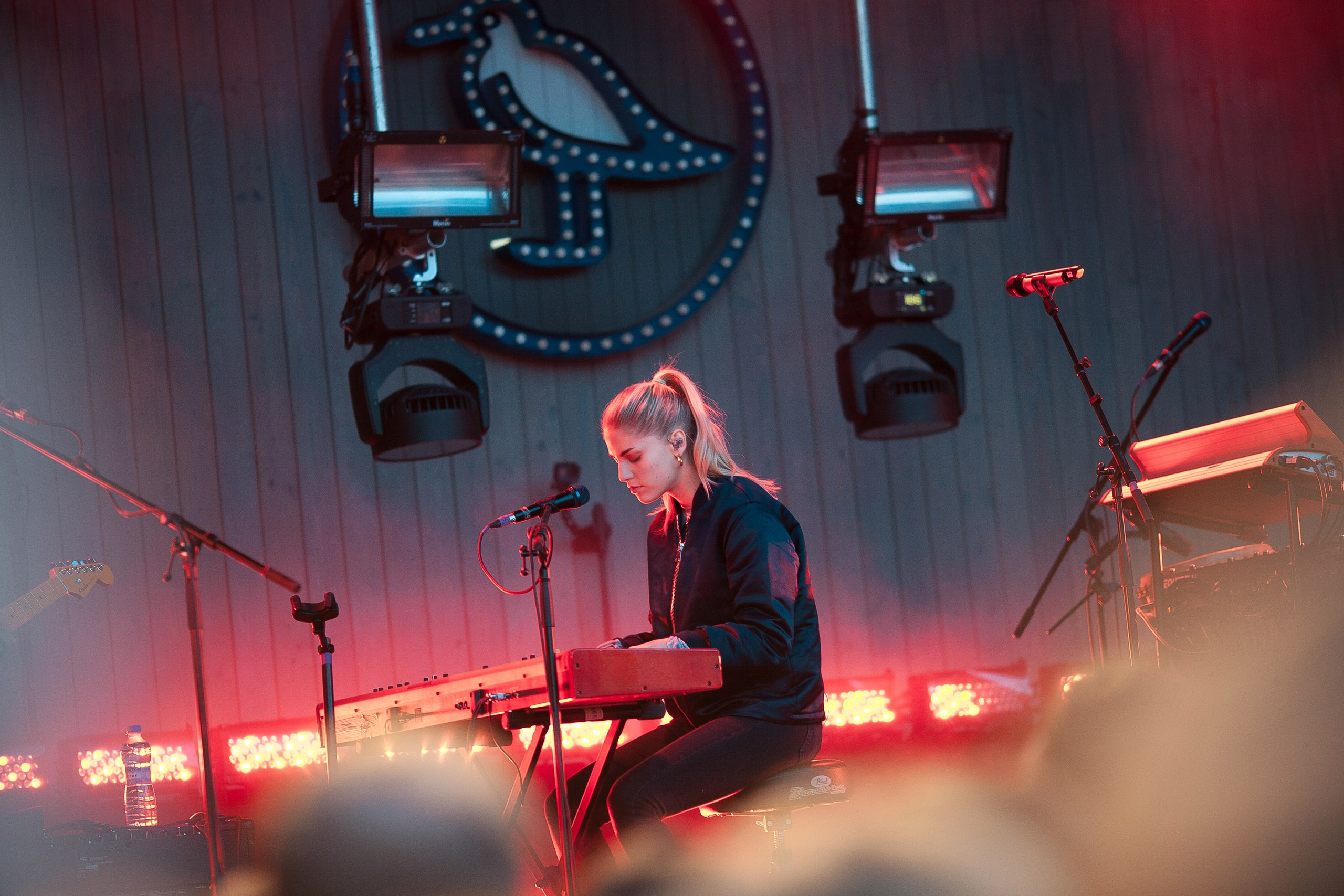
Hannah Reid podczas występu zespołu London Grammar w Petersburgu w 2017 roku